# 10 centesimi di lira italiana
La moneta italiana da 10 centesimi di lira, anche detta colloquialmente diecino, fece la sua prima comparsa nel 1862 e fu coniata fino al 1943.

## Regno d'Italia

### Vittorio Emanuele II
La prima moneta da 10 centesimi fu coniata nel 1862 sotto re Vittorio Emanuele II. Queste erano in rame 960 e avevano un peso di 10 grammi, un diametro di 30 mm e il bordo liscio. Sul dritto riportavano il profilo, rivolto verso sinistra, del re e la legenda VITTORIO EMANUELE II RE D'ITALIA. Il rovescio invece riportava il valore, l'anno e una ghirlanda; in basso c'era la lettera corrispondente alla zecca di provenienza. Le monete del 1862 furono coniate a Milano (M), Napoli (N) e Parigi (P); quelle del 1863 solo a Parigi. Quelle coniate nel 1866 a Milano, Napoli, Torino (T), Birmingham (BI) e Strasburgo (OM o •OM o •OM•).  Quelle del 1867 oltre che a Napoli, Torino, Birmingham e Strasburgo furono coniate anche a Bruxelles (•OM• e una testina). Nel '64 e '65 non furono coniate mentre quelle del '62 coniate a Napoli erano un esperimento e pesavano 9,80 g e avevano il dritto e il rovescio leggermente diversi.

### Umberto I
Nel 1893 e nel 1894 si coniarono, a Roma (R) e a Birmingham (BI), le uniche monete 10 centesimi dell'Italia di Umberto I. Queste erano in rame 950 avevano un diametro di 30,5 mm. (30.mm per quelle coniate a Birmingham) e un peso di 10 grammi; il bordo era liscio. Il dritto riportava il profilo del re rivolto a sinistra e la legenda UMBERTO I RE D'ITALIA. Mentre sul retro vi era il valore, l'anno e la lettera corrispondente alla zecca e una ghirlanda di ulivo e quercia. A partire dal 1905 queste monete furono ritirate per essere sostituite da una serie in nichelo mai coniata.

### Vittorio Emanuele III
Sotto re Vittorio Emanuele III si coniarono tre differenti tipologie di monete da 10 centesimi, tutte alla zecca romana.

#### Cinquantenario
La prima nel 1911 commemorava il cinquantenario dell'Unità d'Italia. Era in rame 950, aveva un diametro di 30 mm, un peso di 10 grammi, il bordo liscio e una tiratura di 2.000.000 esemplari. Sul dritto riportavano il profilo rivolto verso sinistra del re e la legenda VITTORIO EMANUELE III RE D'ITALIA. Sul rovescio la figura allegorica dell'Italia in piedi di fronte, con la testa rivolta a sinistra, con le braccia in fuori; a sinistra un aratro inghirlandato; dietro la dea Roma su un piedistallo, volta a destra, che tiene un globo e un rotolo; sullo sfondo una nave addobbata con festoni; ai lati i millesimi 1861-1911, il valore (C•10) e il segno di zecca (R). Nel 1914 ne fu coniata una versione dedicata alla Croce Rossa che aveva lo stesso dritto ma che sul rovescio riportava anche una croce rossa.

#### Ape
Dal 1919 al 1937 si coniò una seconda serie. Queste monete erano in rame 950 e avevano un diametro di 22,5 mm e un peso di 5,4 grammi. Ad opera dello scultore Brozzi, rappresentavano sul dritto il profilo del re rivolto verso sinistra e la legenda VITTORIO EMANUELE III RE D'ITALIA. Il retro riportava un'ape posata su un fiore, l'anno, il valore e la lettera R.

#### Impero
Dal 1936 al 1939 compenetrò un'altra serie denominata Impero. Le monete di questa serie erano in rame 950 e avevano le stesse dimensioni della serie precedente. Il dritto riporta il profilo del re e la legenda VITT•EM•III•RE•E•IMP•. Sul retro c'era invece la legenda ITALIA, un fascio littorio, lo stemma reale, una spiga di grano e due foglie di quercia, il valore e la data sia del calendario gregoriano che quella introdotta da Mussolini (questa in cifre romane).  Dal '39 al '43 si coniò una serie in tutto e per tutto identica alla precedente a parte per il fatto che le monete erano in Bronzital anziché in rame e di conseguenza avevano un peso minore (4,9 grammi) rispetto alla precedente versione in rame (5,4 grammi).